# Saison cyclonique 2011 dans l'océan Pacifique nord-est
La saison cyclonique 2011 dans l'océan Pacifique nord-est est une saison des cyclones tropicaux débutant officiellement le 15 mai 2011 dans le Nord-Est de l'océan Pacifique puis le 1er juin dans le Nord de l'océan Pacifique et se terminant officiellement le 30 novembre 2011. Le premier cyclone nommé Adrian s'est formé le 7 juin et le dernier système Kenneth s'est dissipé le 25 novembre.

## Noms des tempêtes 2011
La liste des noms qui fut utilisée pour nommer les tempêtes durant l'année 2011 dans le bassin cyclonique de l'océan Pacifique nord-est est la même que celle de la saison cyclonique 2005. Les noms qui ne sont pas retirés de cette liste seront à nouveau utilisés lors de la saison 2017.
| - Adrian - Beatriz - Calvin - Dora - Eugene - Fernanda - Greg - Hilary | - Jova - Irwin - Kenneth - Lydia - Max - Norma - Otis - Pilar | - Ramon - Selma - Todd - Veronica - Wiley - Xena - York - Zelda |

## Cyclones tropicaux

### OuraganEugene
| A |  | B |  | C |  | D |  | E |  | F |  | G |  | 8E |  | H |  | I |  | J |  | 12E |  | K |  |

| D | T | 1 | 2 | 3 | 4 | 5 |